# Bakaiku
Bakaiku è un comune spagnolo di 348 abitanti situato nella comunità autonoma della Navarra.